# Johannes Sembach (Politiker)
Johannes Sembach, auch Johann Sembach (* 1671 in Straßburg; † 20. August 1720 in Karlsruhe) war ein deutscher Kaufmann, Politiker und der erste Bürgermeister der Stadt Karlsruhe.

## Leben
Sembach wurde in Straßburg geboren und kam über Mühlburg und Durlach nach Karlsruhe. Er war Kaufmann, Metzger und Wirt vom Gasthaus zum Waldhorn und wurde am 24. März 1718 von 55 Bürgern zum Bürgermeister gewählt. Die Sitzungen des Stadtrats wurden in seiner Gaststätte durchgeführt, da es noch kein Rathaus gab. Seine Amtszeit dauerte vom 20. August 1718 bis 1720; am 20. August 1720 starb er in Karlsruhe.